# Sarah Aaronsohn
Sarah Aaronsohn (hebreiska: שרה אהרנסון), född 5 januari 1890 i Zikhron Yaakov i Osmanska riket men i nuvarande Israel, död där 9 oktober 1917, var en brittisk spion. Hon var medlem av NILI, ett judiskt spionnätverk som spionerade på Osmanska riket åt britterna under det första världskriget. Hon var syster till agronomen Aaron Aaronsohn. Det är ofta som hon kallas "Nilis hjältinna." 

## Biografi
Sarah Aaronsohn kom att födas och dö i Zikhron Yaakov som då var en del av det osmanska Syrien. Hennes far Efraim Fischel, som var en välbärgad köpman, tillhörde den första vågen av sionister som invandrade till Palestina från Rumänien. Familjen kom att bli en av de mest inflytelserika i området. Aaronsohn studerade språk och kunde hebreiska, jiddish, turkiska och franska flytande men hon behärskade även arabiska och lärde sig själv engelska. Hon gifte sig med Chaim Abraham som var en äldre och förmögen handelsman från Bulgarien och flyttade till Istanbul. Äktenskapet varade dock kort och hon återvände till Zikhron Yaakov 1915.

## Spioneri
Vid 25 års ålder bevittnade Aaronsohn delar av det armeniska folkmordet. Efter detta valde Sarah Aaronsohn att stödja britterna mot Osmanska riket.
Tillsammans med sina tre syskon Rivka, Aaron och Alexander samt en vän vid namn Avshalom Feinberg formade hon och ledde spionnätverket Nili. Aaronsohn övervakade de operationer som spionnätverket gjorde i Palestina och skickade krypterad information till brittiska agenter till havs. Ibland kunde hon göra allmänna resor genom det osmanska territoriet, samla information som skulle kunna vara användbar för britterna och tog med sig informationen direkt till dem i Egypten. 1917 blev Aaronsohn varnad av sin bror Alexander att stanna i det brittiskt kontrollerade Egypten i och med att han förväntade sig att Osmanska riket skulle slå tillbaks på Aaronsohn. Men trots detta återvände hon till Zikhron Yaakov för att fortsätta arbeta inom spionnätverket. Nili kom att utvecklas till det största probrittiska spionnätverket i Mellanöstern, med ett nätverk som tillsammans rymde runt 40 spioner.

## Död
I september 1917 uppsnappade de osmanska myndigheterna Aaronsohns brevduva som levererade ett meddelande till britterna och dekrypterade den kod som spionnätverket använde. I oktober omringade osmanerna Zikhron Yaakov och arresterade många invånare, däribland Aaronsohn. Hon och hennes far fängslades och han torterades inför hennes ögon. Aaronsohn blev själv torterad i fyra dagar, men lämnade inte ut någon information bortsett från att hon uttryckte vad hon tyckte om sina torterare. Hon sköt sig själv i huvudet men dog först fyra dagar senare den 9 oktober 1917.

## Arv
Sedan Aaronsohns död har hon blivit hyllad och högtidlighållen. Hon var det första exemplet av en "sekulär, aktiv död av en judisk-sionistisk kvinna för nationen, utan motstycke i både religiös martyrium och i den sionistiska traditionen etablerad i Palestina." Sedan 1935 uträttas årliga pilgrimsfärder till hennes grav i Zikhrons kyrkogård. Sedan sexdagarskriget 1967 har minnet av Aaronsohn och Nili blivit en del av Israels kult av heroism, officiellt erkänd av arbetarpartiet och firad i israeliska barnböcker.